# فهرست سفیران ایران در عراق
این صفحه شامل فهرست سفیران ایران در در کشور عراق است. محمدکاظم آل صادق سفیر کنونی ایران در عراق است که از سال ۱۴۰۱ این سمت را برعهده گرفته است.

## فهرست

### شاهنشاهی پهلوی
- حسنعلی کمال هدایت (وزیر مختار از ۱۳۰۷ تا ۱۳۰۹)
- تقی نبوی (۱۳۱۱-۱۳۰۹)
- باقر کاظمی (۱۳۱۲-۱۳۱۱)
- عنایت‌الله سمیعی (۱۳۱۵-۱۳۱۲)
- مظفر اعلم (۱۳۱۷-۱۳۱۵)
- موسی نوری اسفندیاری (۱۳۱۹-۱۳۱۷)
- ابوالقاسم نجم (۱۳۱۹-۱۳۱۹)
- موسی نوری اسفندیاری (۱۳۲۲-۱۳۲۰)
- محسن رئیس (۱۳۲۶-۱۳۲۲)
- محمد شایسته (۱۳۲۹-۱۳۲۷)
- محمود صلاحی (۱۳۳۰-۱۳۲۹)
- حسین قدس نخعی (۱۳۳۱-۱۳۳۰)
- مظفر اعلم (۱۳۳۲-۱۳۳۲)
- حسین قدس نخعی (۱۳۳۵-۱۳۳۲)
- سرلشکر نادر باتمانقلیچ (۱۳۳۷-۱۳۳۵)
- امان‌الله اردلان (۱۳۳۹-۱۳۳۷)
- یدالله عضدی (۱۳۳۹-۱۳۳۹)
- عباس آرام (۱۳۴۱-۱۳۳۹)
- محمدحسین مشایخ فریدنی (۱۳۴۳-۱۳۴۱)
- سید مهدی پیراسته (۱۳۴۶-۱۳۴۳)
- عزت‌الله عاملی (۱۳۴۸-۱۳۴۶)
- مجید کامران (۱۳۵۰-۱۳۴۸) (کاردار)
- حسین شهیدزاده (۱۳۵۵-۱۳۵۲)
- صادق صدریه (۱۳۵۷-۱۳۵۵)
- فریدون زندفرد (۱۳۵۷-۱۳۵۷)

### جمهوری اسلامی
- سید محمود دعایی (۱۳۵۸-۱۳۵۷)
- از شهریور ۱۳۵۹ در سطح کاردار
- ۱۳۶۶ قطع رابطه دو کشور
- مهر ۱۳۶۹ تا ۱۳۸۵ سطح کاردار
- ابوالحسن شعشعی ( ۱۳۶۹-۱۳۷۰)-کاردار و رییس نمایندگی
- محمدکاظم طباطبایی (۱۳۷۰-۱۳۷۲)-کاردار و رییس نمایندگی
- سید حسین نیکنام (۱۳۷۲-۱۳۷۷)-کاردار و رییس نمایندگی
- امیرسعید ایروانی (۱۳۷۷-۱۳۸۰)-کاردار و رییس نمایندگی
- علیرضا حقیقیان (۱۳۸۰-۱۳۸۲)-کاردار و رییس نمایندگی
- پاسدار حسن کاظمی قمی (۱۳۸۹-۱۳۸۵)
- پاسدار حسن دانایی‌فر (۱۳۹۵-۱۳۸۹)
- پاسدار ایرج مسجدی (۱۴۰۱-۱۳۹۵)
- پاسدار محمدکاظم آل صادق (۱۴۰۱ تاکنون)